# Quentin Derbier
Quentin Derbier (ur. 24 czerwca 1985) – francuski kolarz górski, trzykrotny medalista mistrzostw świata.

## Kariera
Największy sukces w karierze Quentin Derbier osiągnął w 2013 roku, kiedy zdobył brązowy medal w four-crossie podczas mistrzostw świata w Pietermaritzburgu. W zawodach tych wyprzedzili go jedynie Holender Joost Wichman oraz Czech Michael Měchura. Francuz był ponadto szósty w tej samej konkurencji na rozgrywanych dwa lata wcześniej mistrzostwach świata w Champéry. Měchura nie brał udziału w igrzyskach olimpijskich. 